# Ommata collarti
Ommata collarti är en skalbaggsart som beskrevs av Fuchs 1959. Ommata collarti ingår i släktet Ommata och familjen långhorningar. Inga underarter finns listade i Catalogue of Life.